# Citrus × bergamia
Il bergamotto (Citrus × bergamia (Risso) Risso & Poit., 1819) è un agrume della famiglia delle Rutacee. Il nome deriva dal turco bey armudu = "pero del signore".

## Origini e storia

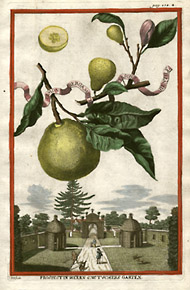
Antica illustrazione del bergamotto

Non si conosce l'esatta genesi di questo agrume; il colore giallo indicherebbe una derivazione per mutazione genetica a partire da preesistenti specie agrumarie, quali limone, arancia amara o limetta.
Anche la sua collocazione sistematica ha generato molte controversie tra i botanici: alcuni lo classificano come specie a sé stante (Risso e Poiteau), mentre altri lo indicano come sottospecie dell'arancio amaro (Swingle). Alcune leggende fanno derivare il bergamotto dalle isole Canarie, dalle quali sarebbe stato importato da Cristoforo Colombo; altre fonti propendono per Cina, Grecia, o dalla città di Berga in Spagna; mentre si narra la storia del moro di Spagna, che per 18 scudi ne vendette un ramo ai signori Valentino di Reggio di Calabria, i quali lo innestarono su un arancio amaro in un loro possedimento nella contrada Santa Caterina.
L'etimologia più verosimile è Begarmundi, cioè pero del signore in turco, per la sua similarità con la forma della pera bergamotta.
La prima piantagione intensiva di alberi di bergamotto (bergamotteto) fu opera, nel 1750, del proprietario Nicola Parisi lungo la costa reggina, nel fondo di Rada dei Giunchi, situato di fronte l'area dove oggi si trova, nel cuore della città, il Lido comunale Zerbi. Originariamente l'essenza veniva estratta dalla scorza per pressione manuale e fatta assorbire da spugne naturali (procedimento detto "a spugna"), collocate in recipienti appositi (detti concoline).
Nel 1844, si documenta la prima vera industrializzazione del processo di estrazione dell'olio essenziale dalla buccia grazie a una macchina inventata dal reggino Nicola Barillà, denominata macchina calabrese, che garantiva una resa elevata in tempi brevi, ma anche un'essenza di ottima qualità, se paragonata a quella estratta a spugna.

## Descrizione

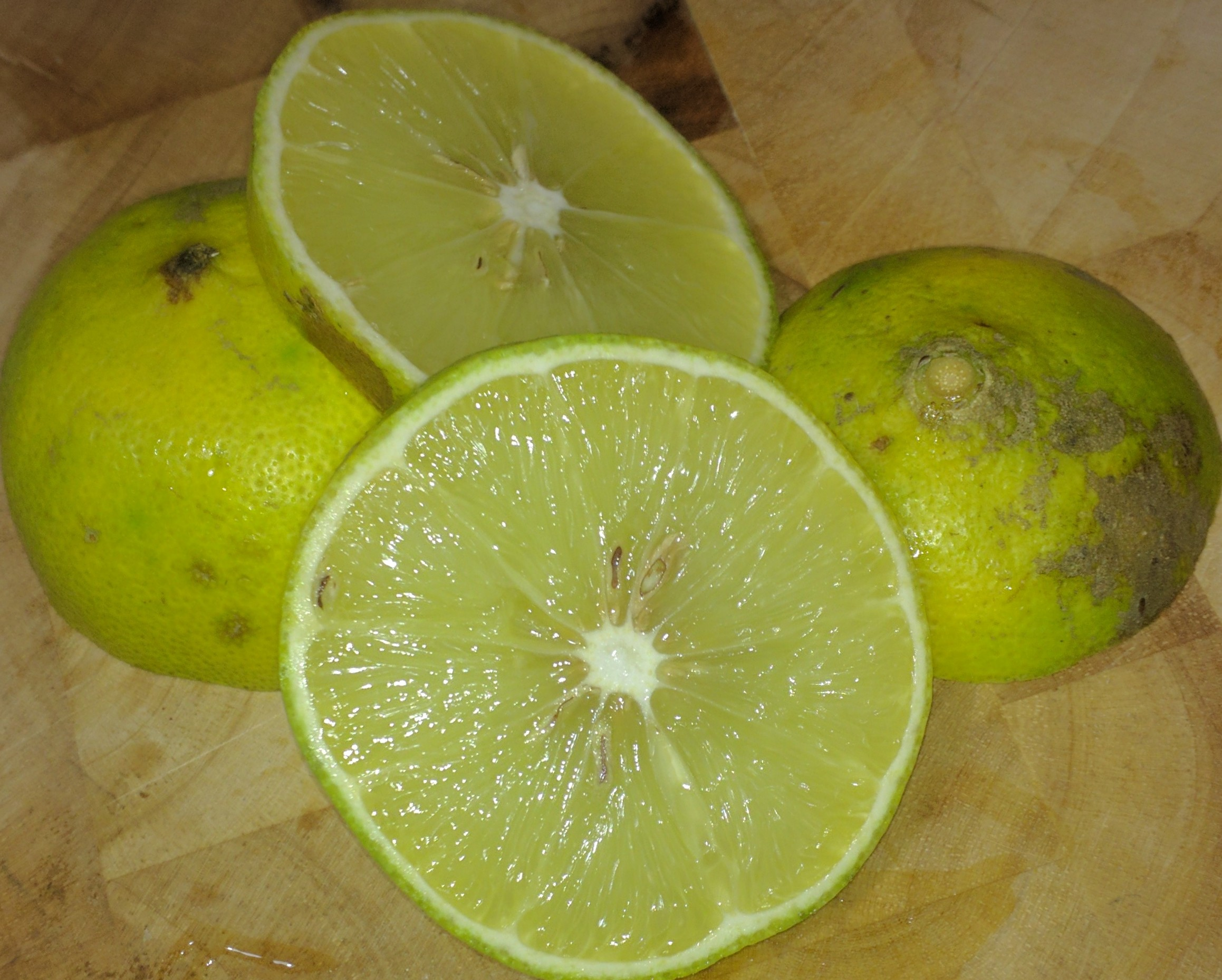
Bergamotto

È un albero alto tra i tre e i quattro metri, con una corona tra i tre e i quattro metri.
I fiori sono bianchi, molto profumati. Le foglie sono lucide e coriacee come quelle dell'arancio e non cadono mai, nemmeno in inverno.
La fioritura e le nuove foglie spuntano appena finita la stagione delle piogge, all'inizio di marzo.
Il frutto è grande poco più di un'arancia e poco meno di un pompelmo; ha un colore giallo intenso più del pompelmo e meno del limone, esternamente ha la buccia liscia e sottile come un pompelmo, è meno rotondo del pompelmo in quanto è schiacciato ai poli.

## Coltivazione

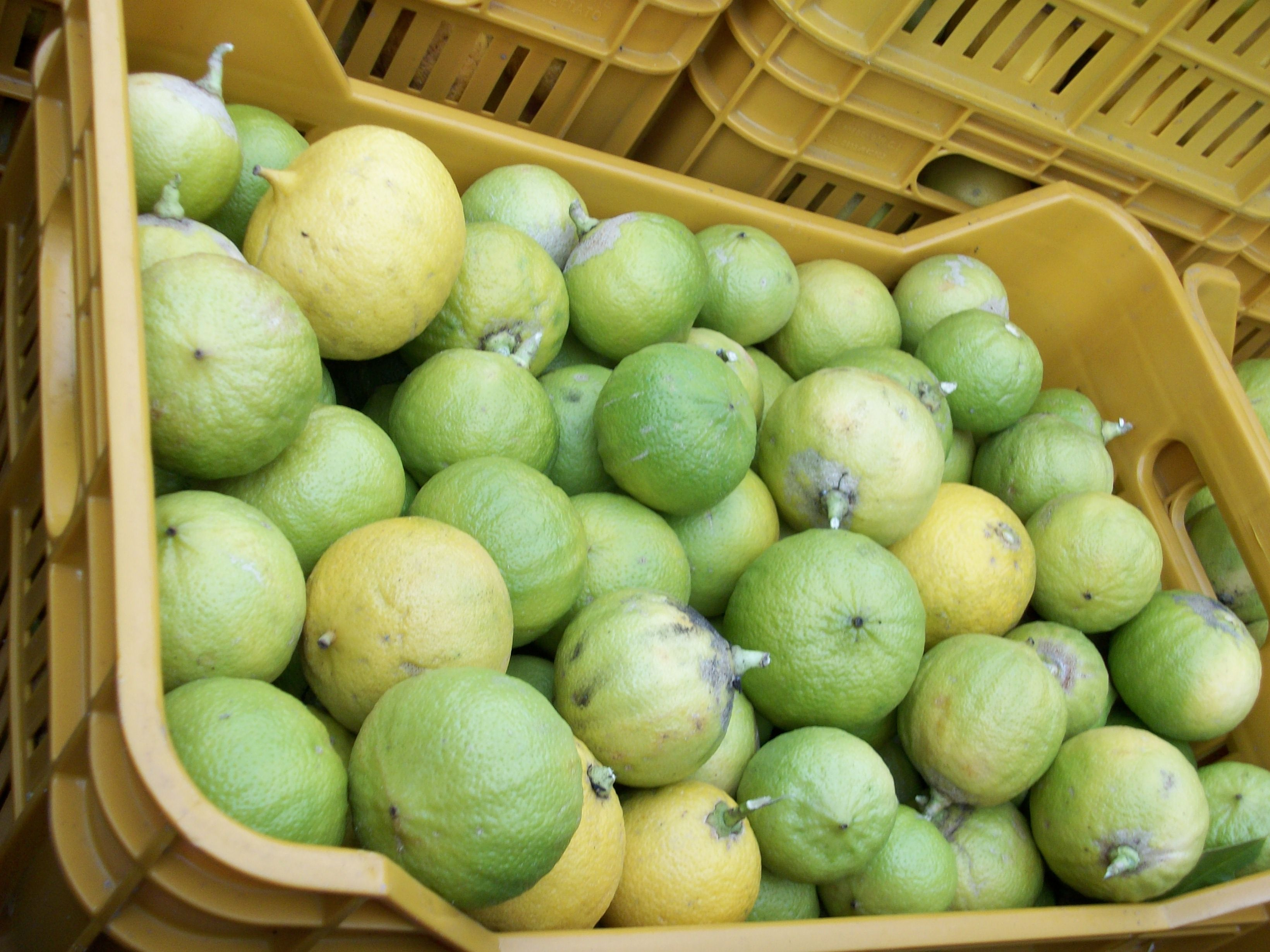
Bergamotti appena raccolti e destinati alla produzione di essenza

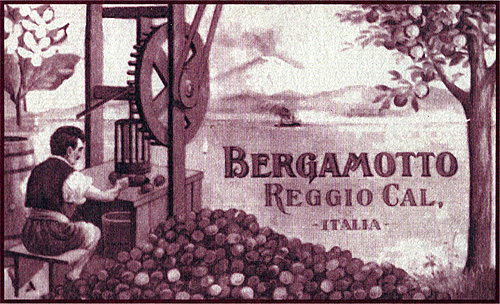
Etichetta ottocentesca di una ditta di Reggio Calabria, nell'illustrazione è visibile la "macchina calabrese"

La superficie oggi coltivata a bergamotto è di circa 1500 ha, con una produzione media di 100000 kg di essenza. Per ottenere un chilogrammo di essenza occorrono 200 kg di frutti. La produzione di bergamotto nella provincia di Reggio Calabria è circa l'80% della produzione mondiale. Gli addetti del settore sono stimati in circa 4 000 unità.
Le piante coltivate si ricavano tramite innesto di tre rami di bergamotto su un porta-innesto di arancio amaro di un anno. Rimane in vaso per un anno e viene interrato a due anni. L'innesto e il trapianto nell'anno successivo avvengono preferibilmente a febbraio o a settembre. Ha una vita produttiva di 25 anni, comincia la sua produzione da tre anni, arriva al massimo della produttività a 8 anni e può arrivare fino a 100 kg per pianta se potato (vengono tagliate le cime in modo che il frutto cresca in basso al riparo dal forte sole estivo e dal forte vento).
La produttività è fortemente influenzata dalle temperature e dalle piogge: è un albero che non sopporta gli sbalzi in basso della temperatura e l'eccessiva o scarsa piovosità, mentre ben sopporta il caldo.
Si pianta un albero ogni quattro metri, si ripara il terreno con dei filari di pino di elevata altezza e fitti, nel lato del terreno in direzione del mare per riparare la coltivazione dal forte vento che spira dal mare dallo stretto di Messina tutto l'anno.

### Microclima e habitat

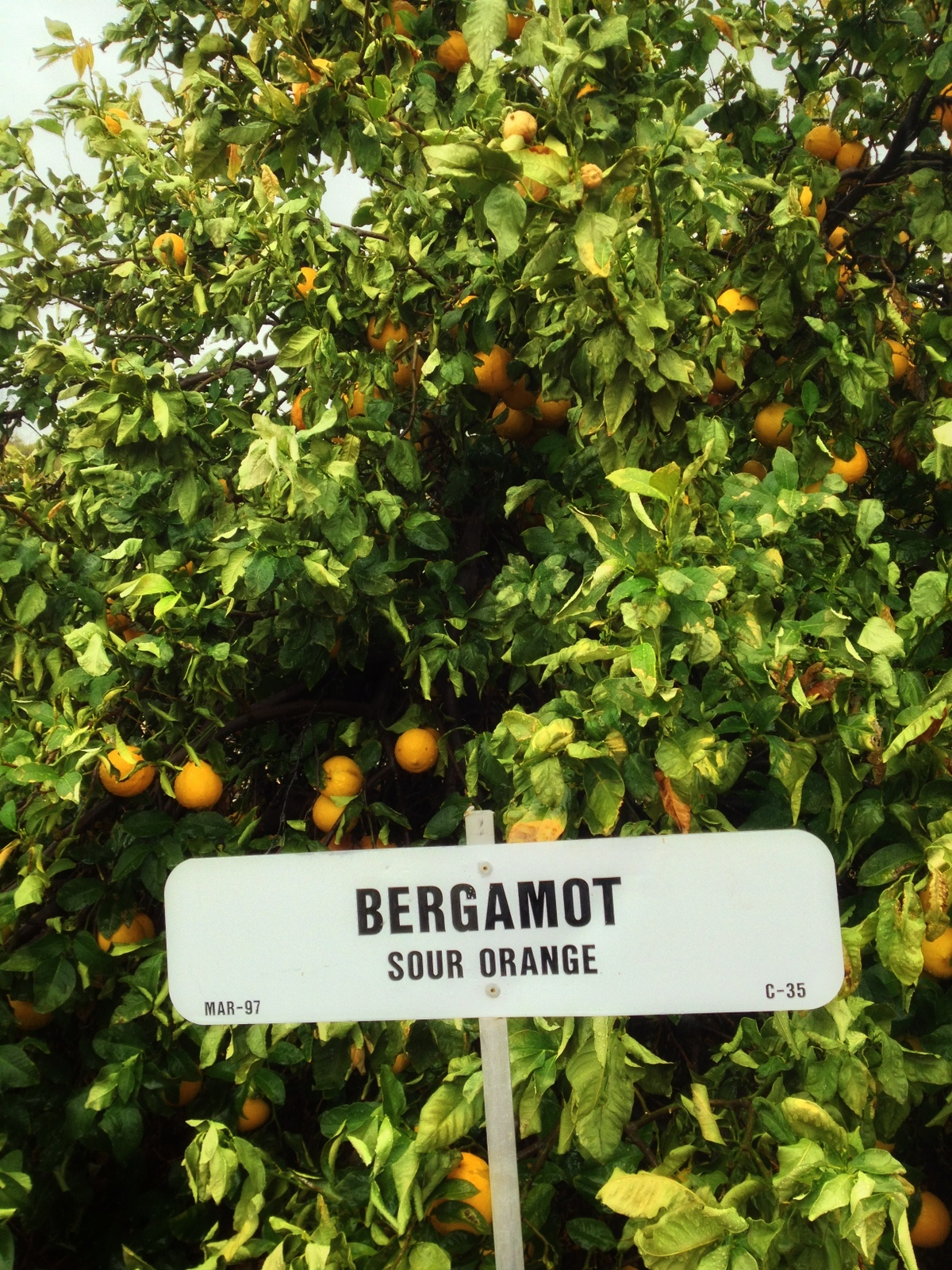
Albero di bergamotto nella Contea di Maricopa, Arizona

La sua zona di produzione è prevalentemente limitata alla zona ionica costiera nella città metropolitana di Reggio Calabria a tal punto da diventare un simbolo dell'intera zona e della città. L'area coltivata a bergamotto è costituita dalla fascia costiera calabra, molto pianeggiante e riparata dal forte vento dello stretto di Messina, grazie alle colline circostanti, per un'estensione di circa 150 km e situata a circa 2 km di distanza dal mare.
Molto nota è l'area di coltivazione della zona di Melito di Porto Salvo (RC) e in particolare le frazioni di Prunella e Caredia (Lacco), la quale ogni anno, nel periodo tra novembre e gennaio, contribuisce con le proprie piantagioni, al maggior raccolto del frutto del bergamotto.
Dal punto di vista climatico l'area è caratterizzata da un microclima che nelle mappe climatiche viene classificato come area "tropicale temperata umida" caratterizzata da venti medio/forti che soffiano per quasi tutto l'anno, estati calde senza pioggia, inizio primavera e fine autunno molto piovosi e inverni con temperature giornaliere quasi sempre superiori ai 10 °C. I giorni di sole sono mediamente 300 l'anno.
Predilige i terreni argilloso-calcarei e alluvionali.
Viene coltivato in tre cultivar: femminello, castagnaro e fantastico. Si distinguono in particolare per i frutti: il femminello è più produttivo, ma presenta frutti più piccoli delle altre cultivar e lisci, il castagnaro è vigoroso con frutti più grossi e rugosi, il fantastico è simile al femminello ma con frutti piriformi.

## Usi

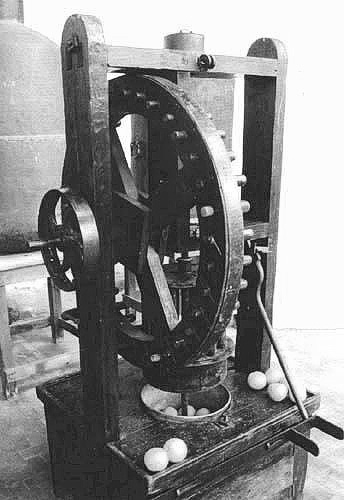
La "Macchina Calabrese", ideata da Nicola Barillà nel 1844, per la lavorazione dell'agrume reggino

I prodotti del bergamotto sono: i frutti, l'olio essenziale, il succo e la polpa.
Il frutto intero normalmente non è messo in vendita al dettaglio ma utilizzato solo per la trasformazione in essenza. Intero, si trova prevalentemente dai contadini da novembre a marzo: è possibile ottenere delle spremute come si fa con gli altri agrumi (per es. arancio), si può tagliare a spicchi per farne delle insalate o, come per il limone, metterlo nel tè (la buccia è aromatica come quella del limone). Il suo succo è molto amaro per la presenza di naringina e sembra essere attivo, grazie al contenuto in polifenoli, nell'abbassare il tasso di colesterolo. In particolare l'effetto sarebbe da imputare alla presenza di due flavonoidi statin-like (con attività simile a quella delle statine), denominati brutieridina e melitidina.
Il contenuto di acido citrico è pari a 66 g/L, tale alta quantità ha determinato negli anni passati l'utilizzo del succo come fonte di acido citrico naturale.
Il suo utilizzo riguarda soprattutto gli oli essenziali derivati dalla buccia dei frutti nonché dai fiori, dalle foglie e dai giovani rametti. L'olio essenziale di bergamotto è esportato in tutto il mondo per la sua proprietà di donare una nota estremamente fresca alle composizioni di profumeria. È componente essenziale dell'acqua di Colonia e dei profumi, primi prodotti grazie al quale il bergamotto ha avuto un uso diffuso in tutto il mondo. Modernamente l'essenza si estrae sempre meccanicamente con macchine dette "pelatrici": tali macchine "raspano" l'esterno del frutto in corrente d'acqua ottenendo un'emulsione convogliata in centrifughe che separano per differenza di peso specifico (la densità relativa d20/4 è di circa 0,88) l'essenza dall'acqua.
Quando non lavorata per l'estrazione dell'essenza, è possibile utilizzarne la buccia, riversa ed essiccata, per la realizzazione di piccoli contenitori. Tradizionalmente essi sono destinati all'uso come tabacchiere.

## Danni alla salute

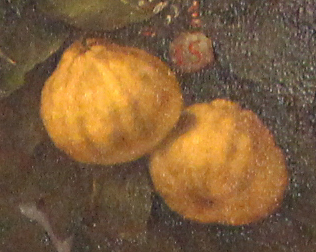
Bergamotta scannellata Particolare di Olio su tela di Bartolomeo Bimbi, 1715

In passato, gli psoraleni contenuti nell'estratto di olio di bergamotto sono stati usati negli acceleratori d'abbronzatura e nei filtri solari. Gli psoraleni penetrano nella pelle, dove aumentano la quantità di danno al DNA. Questo danno è possibile nelle scottature solari ed è compresente con una maggiore produzione di melanina. Può anche portare a fitofotodermatite, uno scurimento della pelle a causa di una reazione chimica che rende la pelle più sensibile alla luce UV.
Queste sostanze sono note come cancerogene dal 1959, ma sono state bandite dai filtri solari dopo il 1995 (negli Stati Uniti d'america). Sono stati inoltre proibiti in molti altri Stati, dopo aver causato numerosi casi di melanomi maligni con esito fatale. Gli psoraleni vengono ora usati solo nel trattamento di alcune patologie, come nella terapia PUVA.
Attraverso il processo di "defurocumarinizzazione" è possibile ridurre notevolmente il bergaptene (5-MOP), una furocumarina fototossica e fotomutagena che per esposizione al sole può provocare ustioni anche agli strati cutanei più profondi.
È preferibile acquistare in farmacia o in erboristeria l'essenza defurocumarinizzata.

## Prodotti e utilizzi

### Frutto

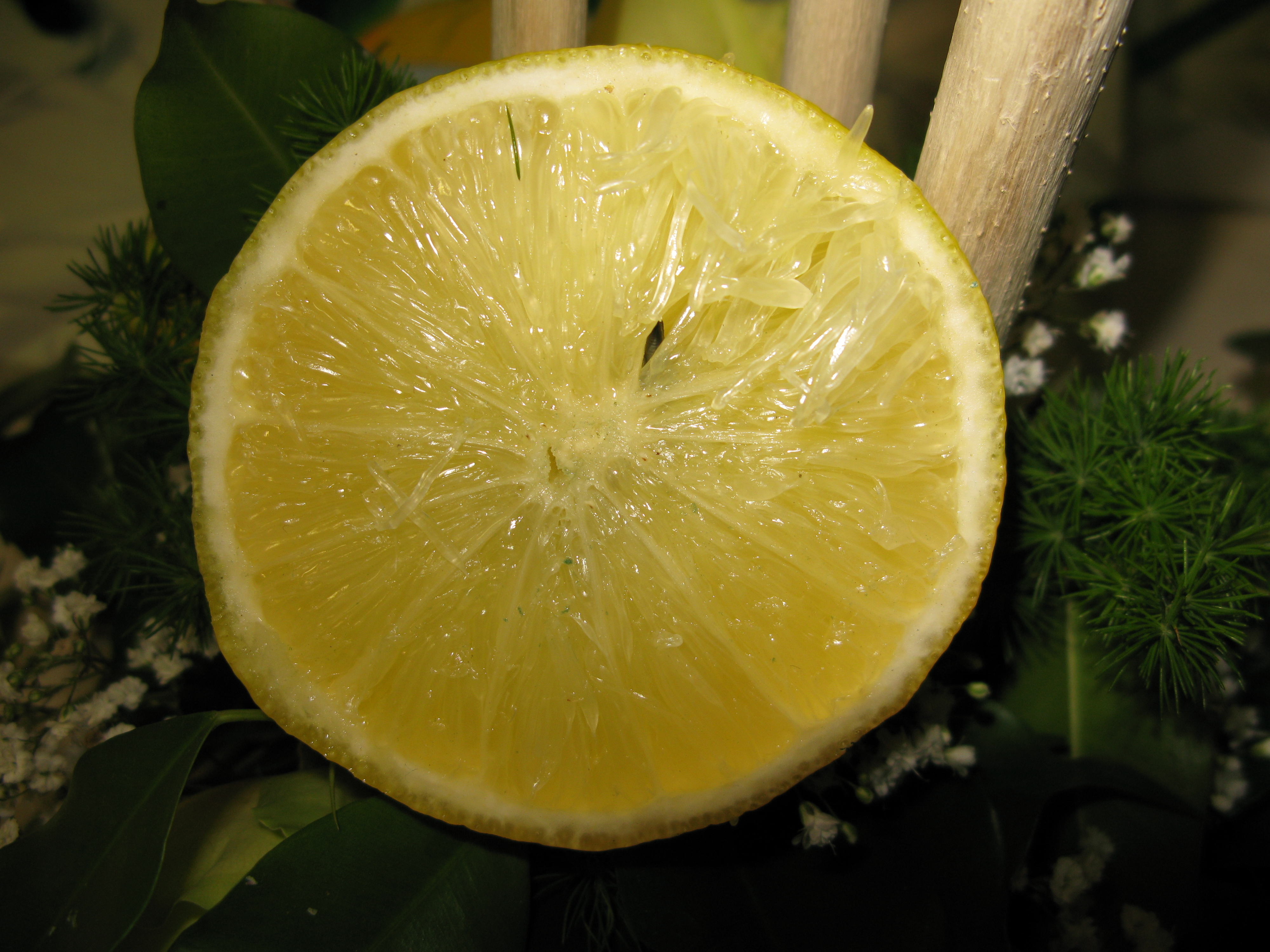
Sezione di frutto di bergamotto

- giallo (frutto maturo, usato per estrarre l'olio essenziale impiegato come aromatizzante);
- verde (immaturo, usato per fare canditi e per estrarre l'olio essenziale impiegato in profumeria) e arancella (frutto del diametro di 2–4 cm immaturo, caduto alla pianta perché scottato dal sole). La cascola dei frutti immaturi, chiamata comunemente bergamottella, è utilizzata per la produzione di oli essenziali poco pregiati (nero o essenza di bergamottella a seconda del grado di maturazione raggiunto) più ricchi in linalolo rispetto all'olio essenziale di bergamotto.
- verde cinerino, usato intero per alcuni liquori e per ottenere un'essenza che viene denominata Neroli o Nero di bergamotto.

I frutti non sono gradevoli da mangiare senza prima esser stati lavorati. Unico utilizzo del frutto quasi maturo o maturo, se si vuole un sapore non fastidioso (l'essenza, se assaggiata, ricorda un po' la nafta), è in spicchi, che sostituiscono il limone a spicchi nel tè. Dai semi nasce il bergamotto selvaggio, usato a volte come porta innesto in luogo dell'arancio amaro. Il frutto intero può essere candito; la polpa e gli scarti della buccia, che vengono chiamati "pastazzo", sono usati come alimento concentrato per gli animali d'allevamento, come suini o bovini da carne e latte. La buccia intera è usata al posto della carta da dolci, o per alcuni prodotti artigianali per realizzare souvenir (le famose tabacchiere); oppure, messa a macerare in alcol etilico, costituisce la base del liquore denominato bergamino o bergamello. Il succo ricavato dal bergamotto maturo (giallo) è usato, a volte e in piccole quantità, dall'industria dei succhi di frutta per la sua nota amara.

### Profumi e dopobarba

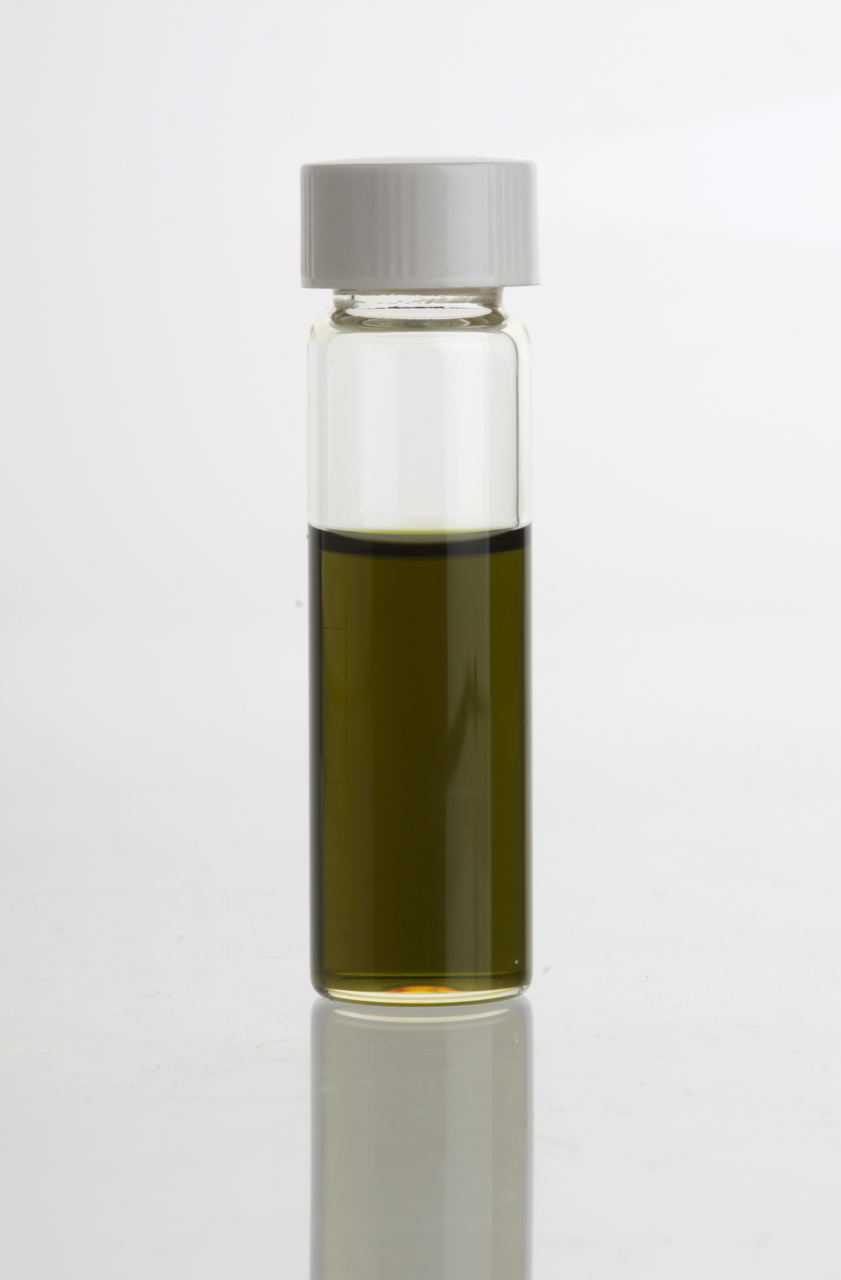
Olio essenziale di bergamotto

- essenza defurocumarinizzata: componente dell'acqua di Colonia, profumo bergamotto: alcool+bergamotto (1-10%)

Secondo Gildemeister e Hoffmann, nel loro libro "Gli oli eterici" (Die etherischen Öle), il bergamotto venne introdotto fra il 1672 e il 1708. Nei registri commerciali dedicati all'Eau de Cologne della ditta profumiera Johann Maria Farina gegenüber dem Jülichs-Platz (ovvero "Giovanni Maria Farina di fronte alla piazza di Jülich"), altrimenti detta Farina Gegenüber, si trovano testimonianze dell'acquisto di bergamotti a partire dal 1714.
A partire dal momento in cui il bergamotto viene nominato, precisamente nel 1750 quando venne piantato da un certo Nicolo Parisi, l'olio di bergamotto è divenuto una componente essenziale per l'industria profumiera e, in particolare, dona all'acqua di Colonia la sua fragranza tipica.
La raccolta del bergamotto ha come fine quasi esclusivo la produzione dell'essenza. L'olio eterico di bergamotto viene ricavato dalla buccia del piccolo frutto giallo-arancione. Originariamente i frutti venivano pressati a mano (sfumatura), successivamente con presse di legno, mentre oggigiorno il processo è stato meccanizzato. Per produrre un litro d'olio sono necessari 200 chilogrammi di bergamotti.
L'essenza di bergamotto è utilizzata nella creazione di numerose fragranze.

### Alcoolici
- Il Bergamino (15% di frutto intero e fino al 40% di alcool), che ha ottenuto la qualifica di prodotto agroalimentare tradizionale.[21]
- L'amaro al bergamotto, con erbe aromatiche e a elevata percentuale alcolica.
- L'elisir digestivo al bergamotto, detto anche Amarotto, a bassa percentuale alcolica.
- La crema di bergamotto, ottenuta da un infuso di scorze di bergamotto e crema di latte.
- La grappa aromatizzata al bergamotto.

### Gastronomia
Il suo uso nell'alimentazione risale almeno all'aprile del 1536, come risulta dal «menu di magro» offerto all'imperatore Carlo V, di passaggio per Roma, dal cardinale Lorenzo Campeggi.
La scorza di bergamotto, se opportunamente trattata, ad esempio messa in salamoia e poi unita al succo, può essere utilizzata per aromatizzare primi e secondi piatti, ma anche dolci come la celebre Torta Nosside. Altri prodotti dolciari ricavati dal bergamotto sono le caramelle e le scorzette candite.
L'aroma dell'olio di bergamotto è utilizzato per aromatizzare il tè, nella variante denominata Earl Grey, o per ricavarne un profumato e raffinato sorbetto.

### Bevande gassate

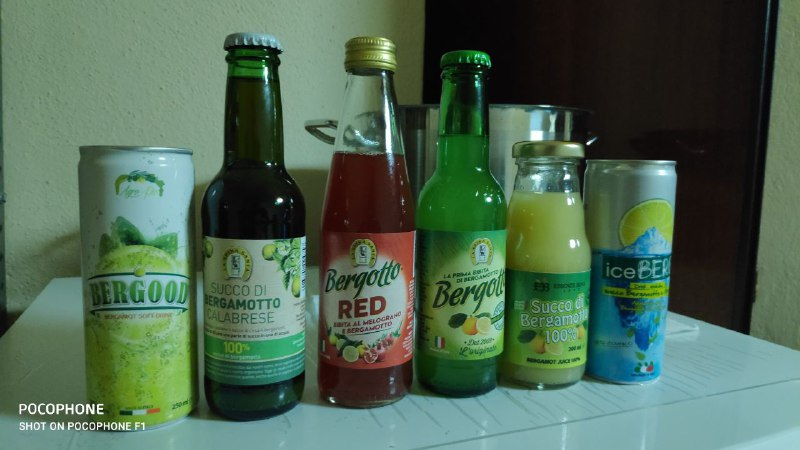
Bibite al bergamotto (2020)

Tra le numerose bevande gassate in bottiglia e lattina prodotte negli ultimi dieci anni ci sono: il Bergò, il Bergotto, il Bergood, il Gramotto (fatto anche con la melagrana) e la Calafrisca il quale condivide il gusto con la mela.

### Succo di frutta

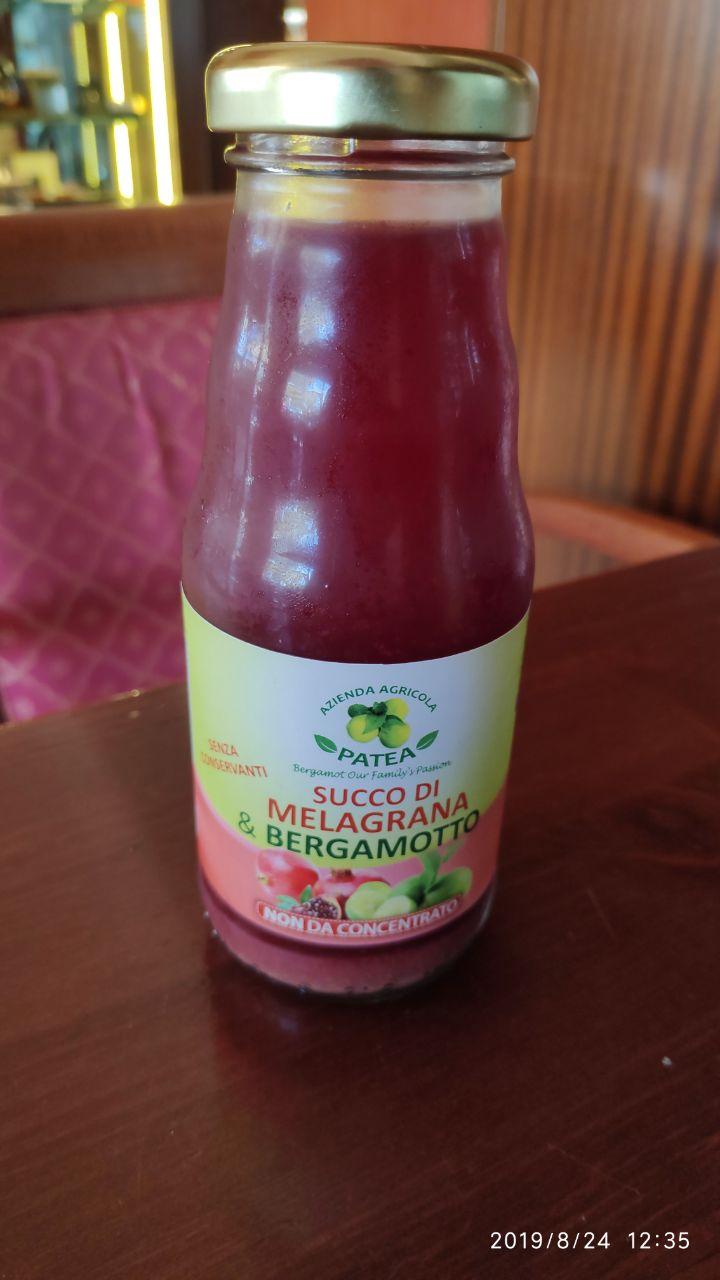
Succo di melagrana e bergamotto (2019)

Il succo di bergamotto è usato come amaricante nei succhi di altri agrumi. Viene venduto in bottiglia di vetro da solo o mescolato col melograno.

### Digestivo
- In forma di elisir a basso contenuto alcolico.

### Aromaterapia
- Olio essenziale: l'odore dell'olio essenziale di bergamotto è persistente e penetrante e annulla l'odore degli altri profumi; si usa mettere un bergamotto intero nel frigorifero, raschiandone la buccia con una forchetta periodicamente ogni due settimane, per eliminare i cattivi odori; basta qualche goccia di essenza nella vaschetta dei caloriferi o nella bacinella del liquido per lavare i pavimenti per aromatizzare per alcuni giorni gli ambienti.

### Pulizia personale
- Essenza defurocumarinizzata: è un ottimo pulente da colle sintetiche, grasso e catrame.

### Abbronzante
- Olio essenziale: utilizzato negli anni 1960/1970 in Calabria, al 2% in olio naturale (mandorla, cocco), risulta essere un amplificatore dell'abbronzatura; tale effetto è dovuto al bergaptene, che stimola la produzione di melanina; tale pratica è da considerarsi rischiosa.

## Aspetti medici
La letteratura scientifica sul bergamotto, è molto ampia. Il bergamotto ha diverse proprietà terapeutiche riconosciute, tra queste:
- Anestetico
- Antisettico e antibatterico
- Antimalarico
- Anti-dislipidemico

## Contraffazione dell'essenza di bergamotto

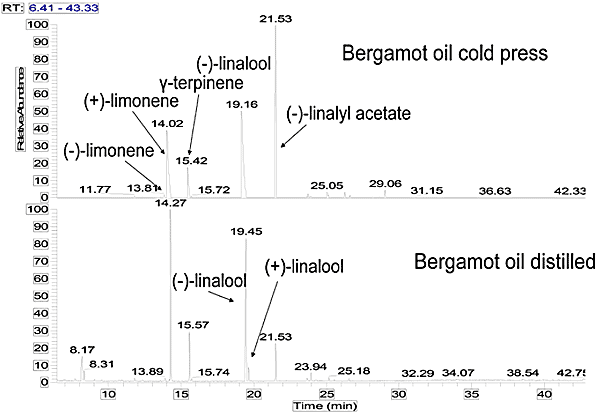
Gascromatografia chirale di essenza genuina di bergamotto (alto) e di distillato di foglie di bergamotto (peratoner)

L'olio essenziale di bergamotto è particolarmente soggetto a contraffazioni essendo una essenza pregiata prodotta in quantità relativamente piccole. Generalmente la contraffazione consiste nel "tagliare" l'essenza, ovvero nell'aggiungere distillati di essenze di scarsa qualità e basso costo, ad esempio di arancia amara e di menta bergamotto e/o miscele di terpeni naturali o sintetici, o nel "ricostruire" l'essenza a partire da prodotti chimici di sintesi, colorandola con clorofille. A livello mondiale ogni anno si commercializzano circa tremila tonnellate di essenza dichiarata di bergamotto, mentre l'essenza genuina di bergamotto prodotta annualmente ammonta a non più di cento tonnellate.
L'utilizzo dell'analisi gascromatografica con colonne aventi una fase stazionaria chirale consente di analizzare miscele di enantiomeri. L'analisi della distribuzione enantiomerica di vari composti, quali acetato di linalile e linalolo, permette la caratterizzazione dell'essenza di bergamotto in base al processo produttivo e consente di scoprire l'eventuale contraffazione dell'essenza.